# Ρ Кассіопеї
ρ Кассіопеї (ρ Cas) — жовтий гіпергігант у сузір'ї Кассіопеї. Одна з найяскравіших зір у нашій Галактиці.
Як жовтий гіпергігант, ρ Кассіопеї належить до одного з найрідкісніших типів зір. Утім, у сузір'ї Кассіопеї є ще одна подібна зоря — V509 Кассіопеї. Відстань від Землі оцінюється від 11 700 до 15 300 світлових років (3,6 до 4,7 тис. парсек). Світність ρ Кассіопеї оцінюється в 550 000 разів вищою, ніж у Сонця. Розрахункове значення абсолютної зоряної величини (–9,5M) робить її однією з найяскравіших зір, відомих науці. Діаметр зорі в 450 разів більший сонячного, що приблизно дорівнює 630 млн кілометрів. ρ Кассіопеї класифікують як нерегулярну або напівправильну змінну, і, здається, вона має кілька періодів: 820, 350, 510, 645 днів.
У ρ Кассіопеї було зареєстровано найпотужніший викид речовини зорі за всю історію спостережень[джерело?]. Орієнтовно, протягом двохсот днів зоря скидала по п'ятдесят земних мас щодня; загалом вона позбулася речовини, масою приблизно п'ять відсотків маси Сонця, або близько однієї тисячної маси самої ρ Кассіопеї. Подібні надпотужні викиди, ймовірно, можуть служити поясненням однією з інтригуючих загадок, що хвилює астрономів, — чому не спостерігається зір зі світністю, яка перевищує світність Сонця більш ніж у мільйон разів? Цілком можливо, що саме викиди речовини є тим самим механізмом, який обмежує світність.
У 2003 році група астрономів, що працювала на телескопі Гершеля, опублікувала повідомлення для преси[джерело?], у якому припускалося, що ρ Кассіопеї є одним із кандидатів на спалах наднової (серед інших відомих кандидатів — α Оріона — Бетельгейзе). Приводом послужило коливання зоряної величини у 2000 році, яке супроводжувалося викидом великої кількості речовин із поверхні зорі.